# Charles Hefferon
Charles Archer Heferon (nacido como Charles Archer Hefferon, 25 de enero de 1878-15 de marzo de 1931) fue un atleta sudafricano, medallista olímpico de plata en la maratón (1908).
Nacido 25 de enero de 1878 en Newbury, Berkshire, Reino Unido.
En los Juegos Olímpicos de Londres 1908, participó en dos disciplinas: maratón y marcha por 5 millas. El 24 de julio de 1908 en la corrida de la maratón, ganó la medalla de plata. En la carrera en 5 millas tomó el cuarto lugar.
Murió 15 de marzo de 1931 en Orandzhvili, Ontario, Canadá.
- Datos: Q1064790
- Multimedia: Charles Hefferon / Q1064790